# Transall C-160

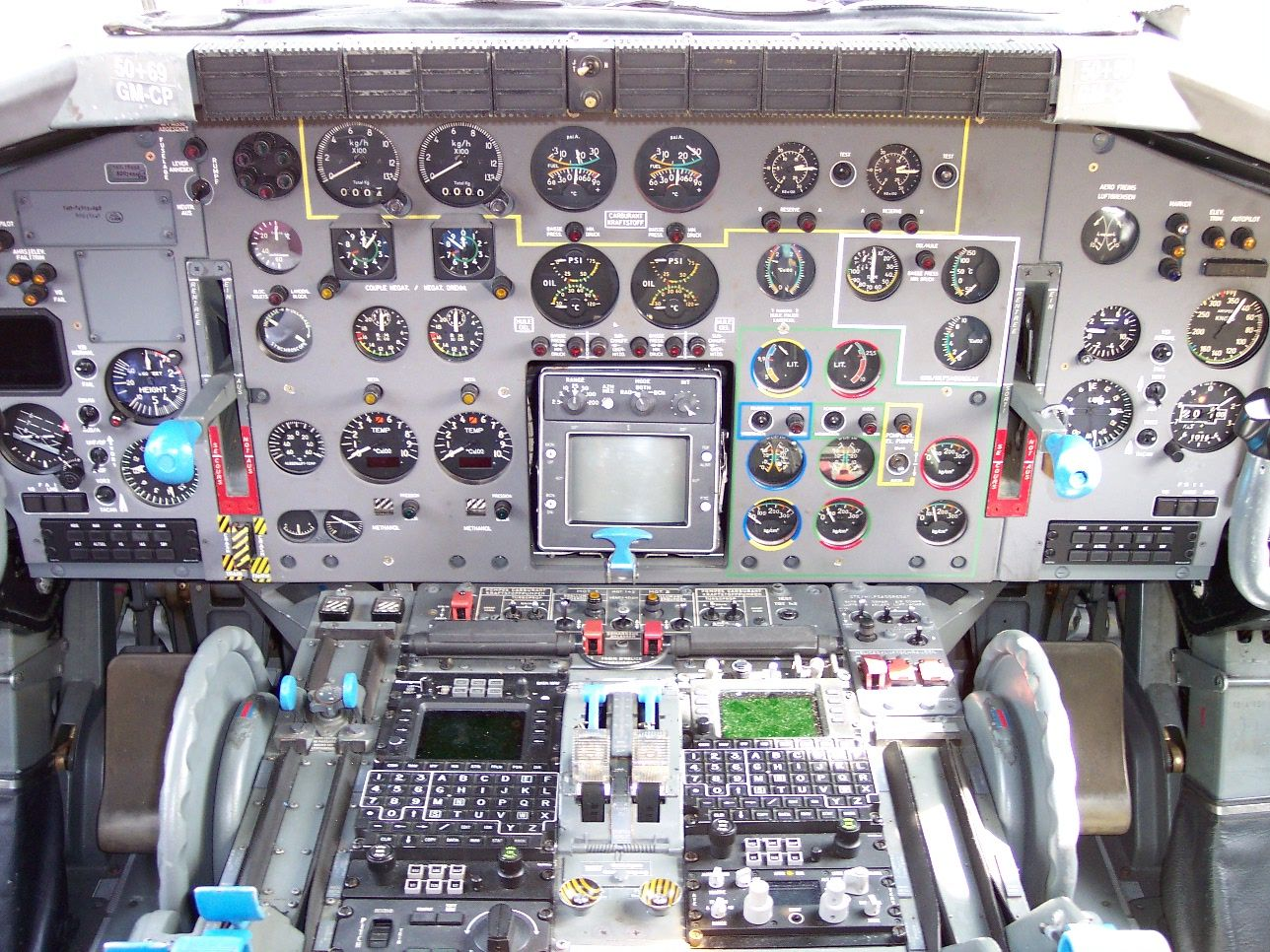
Transall C-160, Cockpit

Transall C-160 är ett tvåmotorigt militärt transportflygplan utvecklat av Frankrike och Tyskland.